# نهر نيمباي
نهر نيمباي هو نهر يقع في شمال شرق كاليدونيا الجديدة. تبلغ مساحته 321 كيلومترًا مربعًا ،  وينتهي مساره في بلدية بونيريهون .

## أنظر أيضا
- قائمة أنهار كاليدونيا الجديدة